# Asmate decussata
Asmate decussata är en fjärilsart som beskrevs av Franz Paula von Schrank 1802. Asmate decussata ingår i släktet Asmate och familjen mätare. Inga underarter finns listade i Catalogue of Life.